# Otranto
Otranto (Utràntu în dialect, Derentò în griko, Ὑδροῦς în greacă antică, Hydruntum în latină) este un oraș în provincia Lecce, în Puglia (Italia).

## Demografie
Otranto - evoluția demografică

|  | Graficele sunt indisponibile din cauza unor probleme tehnice. Mai multe informații se găsesc la Phabricator și la wiki-ul MediaWiki. |

Date: Recensăminte sau birourile de statistică - grafică realizată de Wikipedia